# Горобець Олександр Сергійович
Олександр Сергійович Горобець (нар. 15 лютого 1978, м. Біла Церква, Київська область) — український підприємець (заступник директора у будівельній компанії), політик. Народний депутат України 9-го скликання. Член Комітету Верховної Ради з питань енергетики та житлово-комунальних послуг, голова підкомітету з питань сталого розвитку, стратегії та інвестиції.

## Життєпис
Закінчив Київський національний економічний університет (спеціальність «Фінанси»), Національну академію державного управління при Президентові України. Магістр економіки та правознавства. Доктор філософії в галузі держуправління Міжнародної кадрової академії.
Працював у Державному підприємстві «Інформаційний центр Міністерства юстиції України» (за 5 років з посади оператора ЕОМ виріс до директора Київської обласної філії). Також працював у сфері земельних ресурсів, архітектури та містобудування.
У 2016—2017 роках Горобець був радником з юридичних питань у голови Макарівської райради Київської області. До цього 4 роки був заступником директора департаменту в управлінні містобудівного кадастру Київської ОДА.
Горобець є одним з розробників системи впровадження електронних сервісів щодо створення єдиного реєстру державного земельного кадастру.
Експерт інвестиційного консалтингу, волонтер, благодійник.

## Політична діяльність
З вересня 2019 року — народний депутат України 9-го скликання, фракція «Слуга народу».
На момент балотування працював заступником гендиректора ТОВ «Сфера житлобуд» — генпідрядника ЖК «Софіївська сфера». До цього обіймав посаду заступника керівника ДП «Укрспирт». Свій перший запит народного депутата у 2019 році Горобець написав Генпрокуратурі саме щодо ситуації з ДП «Укрспиртом».
Балотувався у народні депутати від партії «Слуга народу» на парламентських виборах у 2019 році (виборчий округ № 95, м. Ірпінь, частина Києво-Святошинського району). На час виборів: заступник генерального директора ТОВ «Сфера житлобуд», безпартійний. Проживає в с. Фурси Білоцерківського району Київської області.
Згідно з офіційним звітом витратив на вибори майже 360 тис. грн, з них 260 тис. — власні кошти кандидата. Ще 100 тис. грн дав киянин Євген Данилов. Один голос в середньому обійшовся кандидату у 13 грн.
На виборах змагався із забудовником та ексмером Ірпеня Володимиром Карплюком. ЗМІ наголошували на тому, що саме Карплюк на окрузі сприяв балотуванню «клонів». Тоді «клон» Горобця набрав рекордну кількість голосів — майже 5 500.
Горобець був помічником-консультантом нардепа ВРУ 6-го скликання від «Нашої України» Юрія Бута. Працював на платній основі. Також на громадських засадах був помічником народного депутата 5-го скликання Євгенія Суслова (БЮТ).